# Orçamento
Orçamento é a parte de um plano financeiro estratégico que compreende a previsão de receitas e despesas futuras para a administração de determinado exercício (período de tempo). Aplica-se tanto ao setor governamental quanto ao privado, pessoa jurídica ou física.
Orçamento empresarial tem como objetivo identificar os componentes do planejamento financeiro com a utilização de um sistema orçamentário, entendido como um plano abrangendo todo o conjunto das operações anuais de uma empresa através da formalização do desempenho dessas funções administrativas gerais.
Um orçamento, em contabilidade e finanças, é a expressão das receitas e despesas de um indivíduo, organização ou governo relativamente a um período de execução (ou exercício) determinado, geralmente anual, mas que também pode ser mensal, trimestral, plurianual, etc. O orçamento deriva do processo de planejamento da gestão. A administração de qualquer entidade pública ou privada, com ou sem fins lucrativos, deve estabelecer objetivos e metas para um período determinado, materializados em um plano financeiro, isto é, contendo valores em moeda, para o devido acompanhamento e avaliação da gestão.
O estudo do orçamento, segundo alguns autores, remonta à década de 1920. Na verdade, a gestão organizacional vem tendo saltos de qualidade desde a Revolução Industrial no Século XIX. Esta evolução na gestão proporcionou diversas técnicas na elaboração dos orçamentos, partindo do orçamento tradicional. Surgiram então o Orçamento de Desempenho, o Sistema de Planejamento, Programação e Orçamento (PPBS), o Orçamento Base Zero, o Orçamento-Programa, o Beyond Budgeting, o Rationalisation des Choix Budgetaires, dentre outras.
Entendem-se por despesa todos os gastos da pessoa ou organização que podem, inclusive, ser classificados de acordo com os fins a que se destinam. Receita é sinônimo dos provimentos recebidos, que também podem ser classificados basicamente em receitas patrimoniais (relativas a rendas geradas por propriedades), rendas extraordinárias (essencialmente oriundas de operações financeiras, como empréstimos a juros) e rendas tributárias, exclusivas de governos.
Os orçamentos estatais ou públicos são representações dos diversos gastos de um governo, que envolvem saúde, educação, transportes, segurança e defesa, essencialmente. Uma das principais funções do poder político é definir o orçamento a partir das receitas geradas pelos impostos e outras formas de arrecadação. Essa atribuição recai tanto sobre o poder executivo quanto sobre o poder legislativo, nas democracias: o executivo propõe e fiscaliza a execução do orçamento, e o legislativo analisa e aprova-o. No Brasil, a partir da promulgação da Constituição Federal de 1988, o Chefe do Poder Executivo possui a competência de iniciar as leis que estabelecerão o Plano Plurianual (PPA), as Leis de Diretrizes Orçamentárias (LDO) e o orçamento (LOA). No Brasil, o órgão responsável pela elaboração e acompanhamento do orçamento público federal é a Secretaria de Orçamento Federal (SOF), do Ministério do Planejamento, Orçamento e Gestão (MPOG). Em Portugal, esse órgão é a Secretaria de Estado do Orçamento, do Ministério das Finanças.
A maioria dos estados também prevê mecanismos de fiscalização do orçamento público por parte do poder judiciário. O Brasil adotou o processo misto, onde o Executivo elabora o projeto de lei do orçamento, para posterior encaminhamento ao Legislativo, que o emenda e aprova-o. A própria Constituição Federal estabelece que cada Poder deve acompanhar e avaliar sua execução financeira, contábil, dentre outras, tendo o Legislativo a competência de exercer o Controle Externo das coisas públicas.
A parte do Direito que estuda as leis sobre orçamentos públicos é o Direito Fiscal ou Orçamentário, ramificação do Direito Financeiro.
Apesar de ser planejado com mais ou menos cuidado, um orçamento pode ser cumprido à risca, ou com sobras ou com falta de recursos planejados.

## Orçamento participativo
Em algumas cidades do Brasil, foi implementada uma política inovadora na criação dos orçamentos públicos com a participação dos cidadãos na escolha das prioridades de investimentos: o Orçamento Participativo. Trata-se de uma consulta popular a respeito do destino dos recursos a serem investidos durante o ano pelas prefeituras. No entanto, geralmente a influência popular é bastante pequena nas decisões.

## Orçamento empresarial
A maioria das empresas de grande porte e multinacionais têm entre suas responsabilidades desenvolver orçamentos para seus períodos de operação.
Um orçamento empresarial deve detalhar quais serão as receitas e despesas da companhia dentro de períodos futuros.
A elaboração de um orçamento deve sempre ser feita com  base nas previsões, nunca limitando a sua elaboração ao histórico, aos resultados e pressupostos passados. A adaptação de uma estratégia deste tipo, de elaboração de orçamentos exclusivamente com base nos pressupostos passados constitui um erro estratégico, cujo resultado é invariavelmente o desperdício. Recorrendo a uma imagem simples, elaborar um orçamento desta forma é como conduzir um carro com os olhos exclusivamente postos no retrovisor. Um bom exemplo disto mesmo é o orçamento geral do Estado português, em que se verifica que os gastos dos últimos dois meses do exercício são cerca de dez vezes superiores ao do restante tempo do mesmo, no sentido de cada departamento minimizar o risco de ser alvo de cortes orçamentais no futuro.
As empresas que elaborem os seus orçamentos com base unicamente no seu histórico revelam uma tremenda falta de objectivos. Em suma, quem não conhece o seu rumo, não tem ventos favoráveis.
Uma vez delineados os objectivos estratégicos, que têm necessariamente que ser quantificados e pressupõem um consciência plena da situação em que a organização se encontra, ficarão a cargo da diversas áreas operacionais as iniciativas, regidas pelos planos de actividade. O orçamento, resultará precisamente do somatório destes planos de actividade, sendo que este período é vulgarmente designado por período de consolidação orçamental. Entende-se assim a necessidade de haver envolvimento pleno e coordenado de toda a organização na elaboração do Orçamento.
Em síntese, um orçamento é um processo multi cíclico que culmina no equilíbrio entre os objectivos estratégicos, as iniciativas e os meios financeiros adequados à execução do mesmo. Um orçamento equilibrado pressupõe realismo, no sentido de não ser demasiadamente modesto, promovendo a desmobilização, nem demasiadamente irreal e inatingível, o que implica enorme sensibilidade de quem o elabora. De notar que a sensibilidade, enquanto virtude, não consta nos manuais, antes deriva da curva da experiência e da intuição, será também decisiva na resolução de problemas resultantes do orçamento, nomeadamente no combate aos vícios orçamentais e na interpretação de desvios ao mesmo. Embora não haja nenhum valor percentual previamente fixado para limitar os desvios orçamentais, eles carecem necessariamente de justificação.
Desta forma, um orçamento é um instrumento de gestão. É um instrumento de implementação da estratégia da empresa. É um instrumento de motivação, de comunicação e de avaliação.

### Períodos orçamentários
Os períodos mais comuns para o levantamento orçamentário são : Próximos 12 meses (Orçamento Anual), orçando totais para cada mês, totalizações por trimestre quarter americano e Business Plan ou Orçamento Plurianual ou de  Capital, que corresponde ao orçamento dos próximos 5 anos.
No Brasil (ver Administração pública), o ano subsequente ao da aprovação regular do Orçamento Anual (chamado de Orçamento - Programa) é denominado de exercício ou exercício financeiro. Assim, pode-se definir o exercício como o ano em que há a "execução orçamentária". Já o ano de preparação ou de aprovação orçamentária pode ser chamado de ano-calendário (como faz a legislação tributária) ou ano civil (se coincidir com 365 dias).

### Conteúdo orçado
Os orçamentos anuais podem ser divididos em : Despesas, Receitas, Investimentos e Caixa, este último também conhecido pelo nome de Fluxo de Caixa Projetado. Essa formatação permite que haja uma integração com as contas contábeis, facilitando o acompanhamento da "execução orçamentária". Já o Orçamento Plurianual, é mais comum de se dividir em Programas, Projetos e Atividades, como se utiliza na Contabilidade pública Brasileira.
Como informações adicionais do orçamento de Despesas, pode-se ter as informações de Ativo Fixo e Posições - o primeiro indicará a previsão de despesas com depreciação de bens no período, e o segundo uma projeção da quantidade de funcionários/cargos alocados por departamento para o próximo período, destacando admissões ou demissões.

### Cenários orçamentários
Um orçamento também é dividido ou classificado por cenários, um cenário significa uma versão de conteúdo orçamentário, portanto cenários diferentes demonstram valores diferentes para a mesma informação a ser orçada. Os cenários mais comuns são: Exibição de Dados Históricos, Cenário Inicial, Revisões, e Cenário Final, este último é a versão aprovada, que será utilizada para acompanhamento orçamentário.

### Fases orçamentárias
0 - Tempo Zero.
Um orçamento empresarial é elaborado em fases, o que permite que ao longo do tempo gasto para desenvolver um orçamento, todos os níveis da empresa sejam envolvidos neste trabalho.
Portanto a fase orçamentária tem relação direta com o momento no tempo em que o orçamento está sendo desenvolvido. As fases mais comuns do orçamento são Inicial, Revisões e Final.
1 - Dados.
Levantamento dos dados e informações principais:
Balanço
Séries Históricas
Informações Físico-contábeis
Outras informações estatísticas
2 - Análise do Orçamento.
Análise dos Planos Estratégicos, Tático e Operacional e das informações coletadas, visando alcançar as metas da empresa.
3 - Composição do Orçamento.
Processo de elaboração do Fluxo Orçamentário:
1. Histórico das realizações;
2. Premissas;
3. Previsões - estimativas p/ próximo exercício;
4. Planilhas Eletrônicas (cálculos, tabelas etc.);
5. Relatório preliminar.

4 - Análise da Proposta Orçamentária.
A proposta orçamentária (relatório preliminar) é encaminhada aos
órgãos de decisão : (sim) - se aprovada segue p/ implantação ;
(não) - não aprovada retorna para tempo anterior.
5 - Implantação.
Implantação da Proposta Orçamentária para o próximo exercício;
preparação do relatório final.

### Orçamento informatizado
Empresas de grande porte dispõem de sistemas informatizados que auxiliam o processo de orçamentação, fazendo rollout, dispondo de workflow para aprovação e inclusive realizando projeções, quando integrados a sistemas de planejamento. Alguns dos sistemas informatizados existentes no mercado para essa função são: AllStrategy, Tagetik CPM, Gesplan S/A, ProphixAdaytum, Hyperion, Peoplesoft Budgeting EPM, SAP BPC, S2B-ForBudget M/Legate. Esses softwares são destinados à orçamentação de empresas de grande porte e são classificados como softwares de BI - Business Intelligence.
Com o avanço do cloud computing, ou computação na nuvem, tem surgido novas opções de softwares para planejamento e orçamento, como é o caso do Treasy. Softwares como estes, de fácil utilização e baixo custo tem permitido que pequenas e médias empresas também passem a realizar seu planejamento e orçamento, confrontando os resultados realizados com o que foi planejado e podendo realizar ajustes de curso a tempo de corrigir desvios para atingir os objetivos planejados.
No acompanhamento da "execução orçamentária" há o auxílio do ramo da Controladoria, embora esse segmento da atividade contábil necessite trabalhar com os chamados "itens controláveis", deixando de lado os chamados "itens 'não controláveis", que podem corresponder a diversos elementos patrimoniais relacionados na Contabilidade.

### Empresas sem orçamento
Uma corrente de financistas mais recente criou a teoria da "Empresa sem Orçamento", "Budgetless", essas empresas seguem a premissa de não efetuarem um orçamento prévio para suas despesas e receitas em um determinado período, sendo assim, estarão susceptíveis a surpresas em seus controles orçamentários.

### Orçamentos para trabalhos
Também se denominam de orçamentos, os preços facultados por empresas, profissionais ou pessoas singulares que apresentem valores para algum tipo de venda, seja ela potenciada por um serviço que se presta ou pela venda de um ou mais produtos. A título de exemplo, temos orçamentos para obras que são cada vez mais procurados online, assim como outros tipos de pedidos de orçamentos para variadissimos outros tipos de trabalhos.